# غوردون ماكنزي (منافس ألعاب قوى)
غوردون ماكنزي (بالإنجليزية: Gordon McKenzie)‏ هو منافس ألعاب قوى أمريكي، ولد في 26 يونيو 1927، وتوفي في 19 يوليو 2013.

## وصلات خارجية
- غوردون ماكنزي على موقع رابطة إحصائيات سباق الطريق (الإنجليزية)
- غوردون ماكنزي على موقع أوليمبيديا (الإنجليزية)